# Nikon D3300
La Nikon D3300 è una reflex entry-level con sensore di formato DX, ufficialmente presentata dalla Nikon Corporation il 7 gennaio 2014. È il modello successivo alla Nikon D3200, ed è migliorata rispetto alla precedente fotocamera in peso e dimensioni: è più piccola e leggera ed è anzi la DSLR più piccola mai realizzata dalla casa. Può connettersi in wireless ad altri dispositivi grazie all'adattatore opzionale Nikon WU-1a. È disponibile in tre colori, nero, grigio e rosso.

## Caratteristiche tecniche

### Foto
La Nikon D3300 monta un sensore CMOS APS-C da 24,2 megapixel effettivi su un'area di 23,2x15,4 mm. Può scattare file in formato NEF (RAW), compresso a 12 bit, JPEG in tre diversi formati di compressione e JPEG di alta qualità contemporaneamente con un file NEF. Monta la versione più recente del processore di elaborazione immagini della casa nipponica, Expeed 4, e possiede un autofocus con 11 punti AF. Possiede inoltre un modo guida che permette al principiante di scattare fotografie non realizzabili altrimenti da un fotografo alle prime armi.

### Video
La Nikon D3300 è capace di registrare video in Full HD fino a 50p/60p con autofocus continuo e ha la presa jack per un microfono stereo esterno da posizionare sull'apposita slitta accessori.